# Val-d'Isère
Val-d'Isère je francouzská obec v departementu Savojsko v regionu Auvergne-Rhône-Alpes. Nachází se v údolí Tarentaise přibližně 5 km od státní hranice s Itálií. Val-d'Isère leží také na hranici národního parku Vanoise, který vznikl v roce 1963. Obec je známá především jako lyžařské středisko, v roce 1992 zde probíhaly soutěže v alpském lyžování v rámci zimních olympijských her. Pravidelně jsou zde pořádány závody Světového poháru v alpském lyžování a v roce 2009 zde proběhlo mistrovství světa.

## Historie
První známky lidského osídlení v obci jsou známy z dob Římské říše. V roce 1637 získala obec farní práva a roku 1664 zde byl vybudován farní kostel.
Historie lyžování ve Val-d'Isère sahá do roku 1930, kdy zde byl vybudován lyžařský vlek. Později zde byla vybudována také lanová dráha.

## Lyžování a sport
V údolí Tarentaise se nachází největší počet lyžařských středisek na světě. Mezi nejznámější skiareály patří Paradiski (Les Arcs, La Plagne) nebo Les Trois Vallées (Courchevel, Méribel, Val Thorens). Západní a střední části obce dominuje především chatová oblast, zatímco ve východní části leží řada výškových budov. Společně s okolím obce Tignes tvoří Val-d'Isère součást rozsáhlého lyžařského komplexu Espace Killy.
V okolí obce se nachází řada sjezdovek jak pro zimní, tak také pro letní lyžování. Některé z nich dipsonují umělým zasněžováním. Většina sjezdovek je opatřena lyžařskými vleky. Z Val-d'Isère vede pozemní lanová dráha Funival na vrchol Bellevarde. Podobnou dráhou disponuje také nedaleká obec Tignes, odkud jsou pasažéři transportování k ledovci Grande Motte. Mezi obcí Val-d'Isère a její částí La Daille je provozována bezplatná autobusová doprava.
V roce 1992 probíhaly ve Val-d'Isère závody v alpském lyžování v rámci zimních olympijských her. Pravidelně jsou zde pořádány závody Světového poháru v alpském lyžování. V roce 2009 zde Mezinárodní lyžařská federace uspořádala mistrovství světa. V roce 2007 zde byla zahájena devátá etapa cyklistického závodu Tour de France vedoucí do Briançonu.

## Galerie

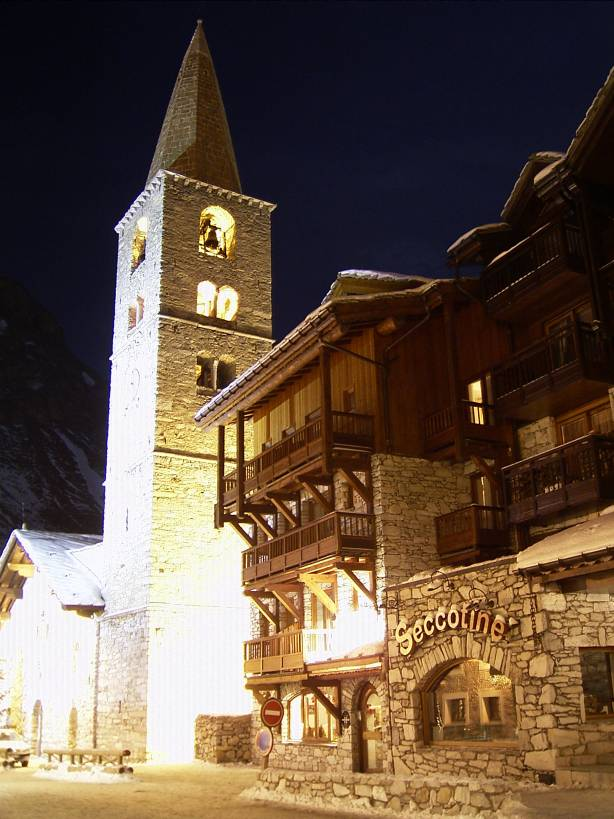
Kostel v obci
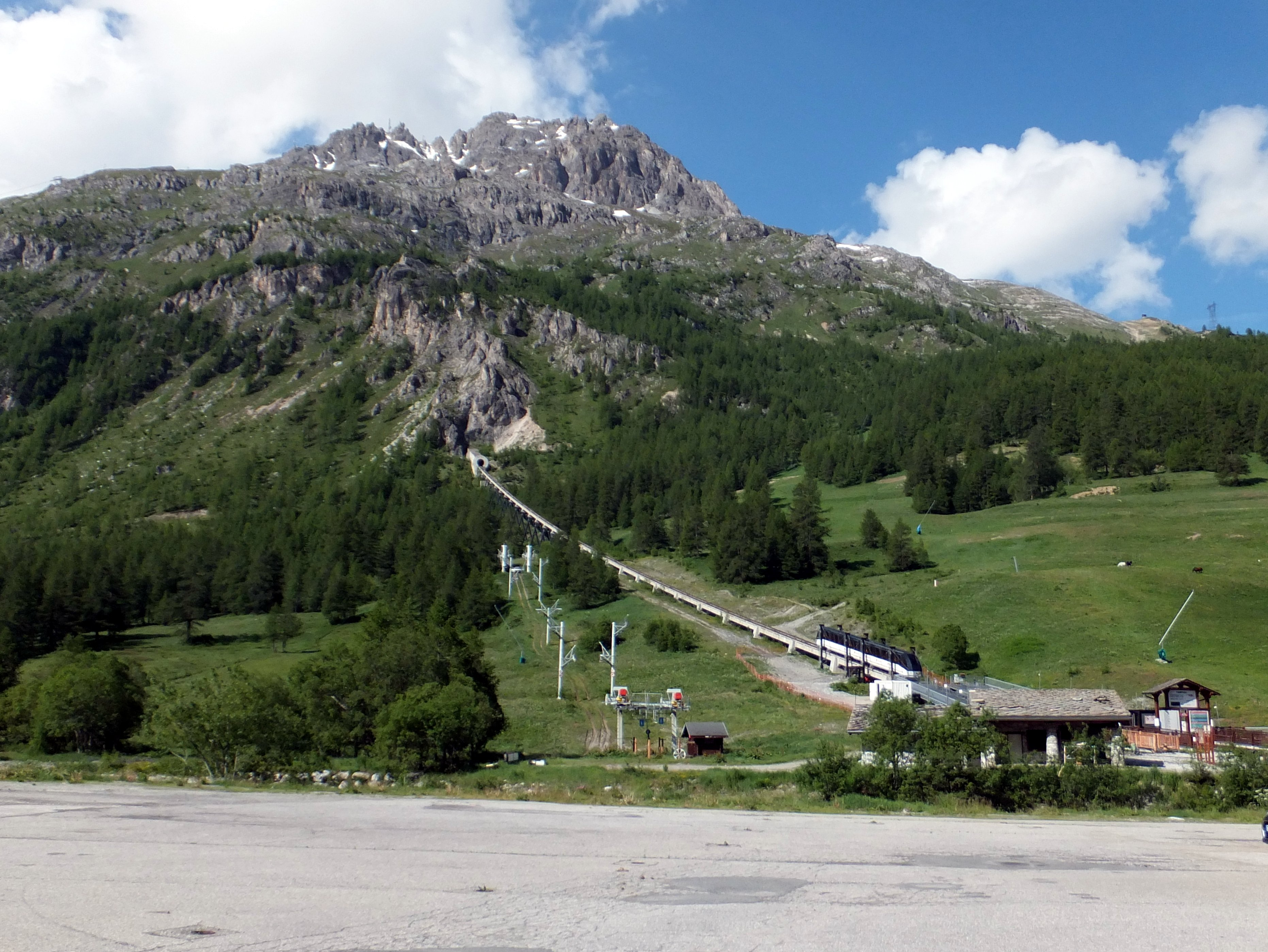
Pozemní lanová dráha Funival
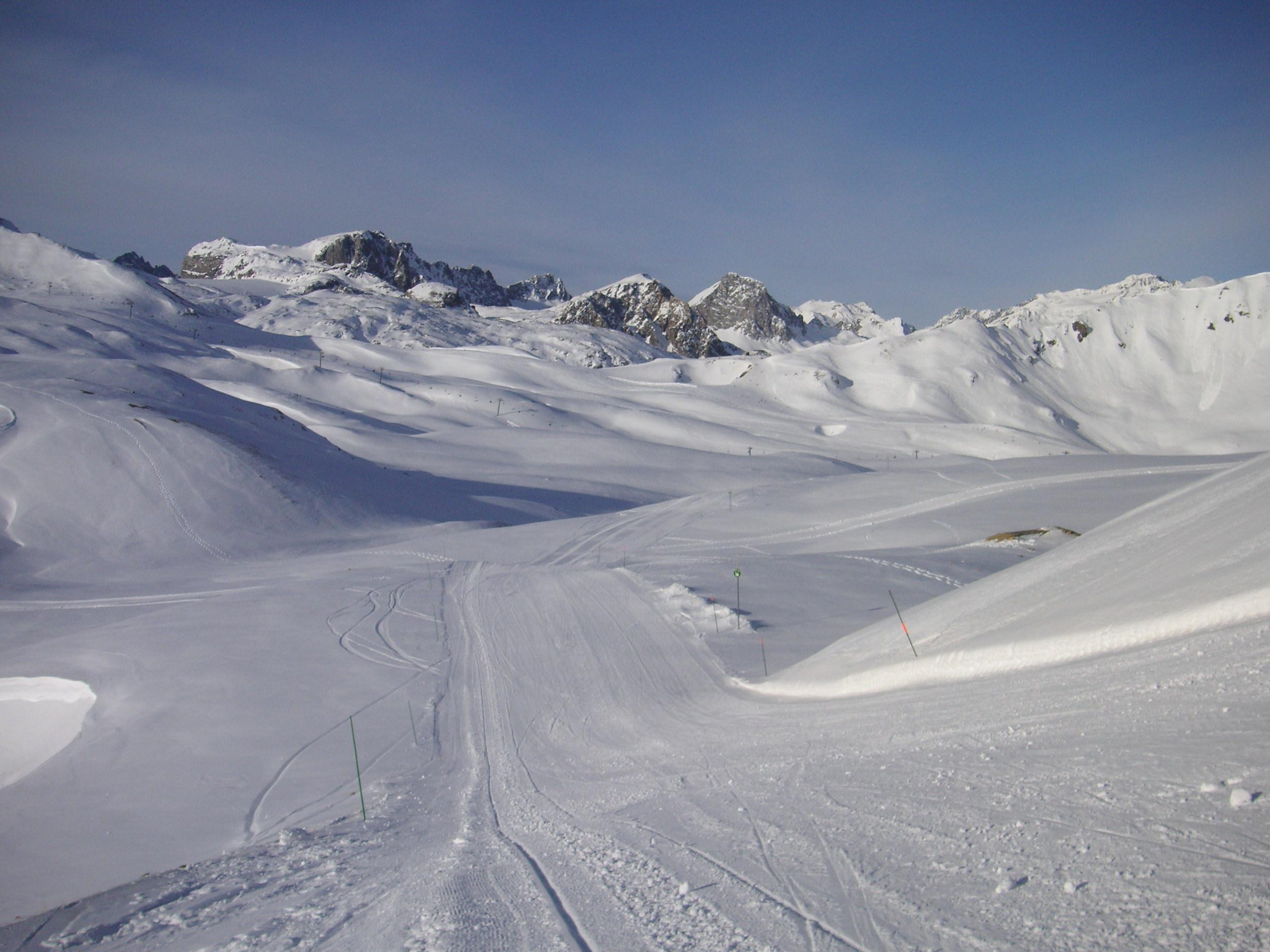
Okolní sjezdovky